# Museo Taurino Municipal de Córdoba
El Museo Taurino Municipal de Córdoba es el museo taurino de la ciudad de Córdoba, en España. Se encuentra en la plaza de Maimónides de dicha ciudad.

## Historia
Tras la compra por parte del Ayuntamiento de Córdoba de la Casa de las Bulas, se crea el día 30 de mayo de 1954, como el "Museo Municipal de Artes Cordobesas y Artes" y bajo la alcaldía de Antonio Cruz-Conde. En un principio fue concebido para albergar las obras de artesanía local como el cuero y la plata, así como diferentes piezas relacionadas con el toreo. Es en 1983 cuando tras dos años de cierre pasa a convertirse en un museo dedicado exclusivamente a temas taurinos. Cerrado en el año 2005 para diferentes reparaciones en el Museo Municipal, reabrió sus puertas el 1 de abril de 2014.

## Colecciones
Piezas de los grandes toreros de Córdoba como Rafael Molina "Lagartijo"; Rafael Guerra "Guerrita"; Rafael González "Machaquito"; Manuel Laureano Rodríguez Sánchez "Manolete" y Manuel Benítez "El Cordobés". 

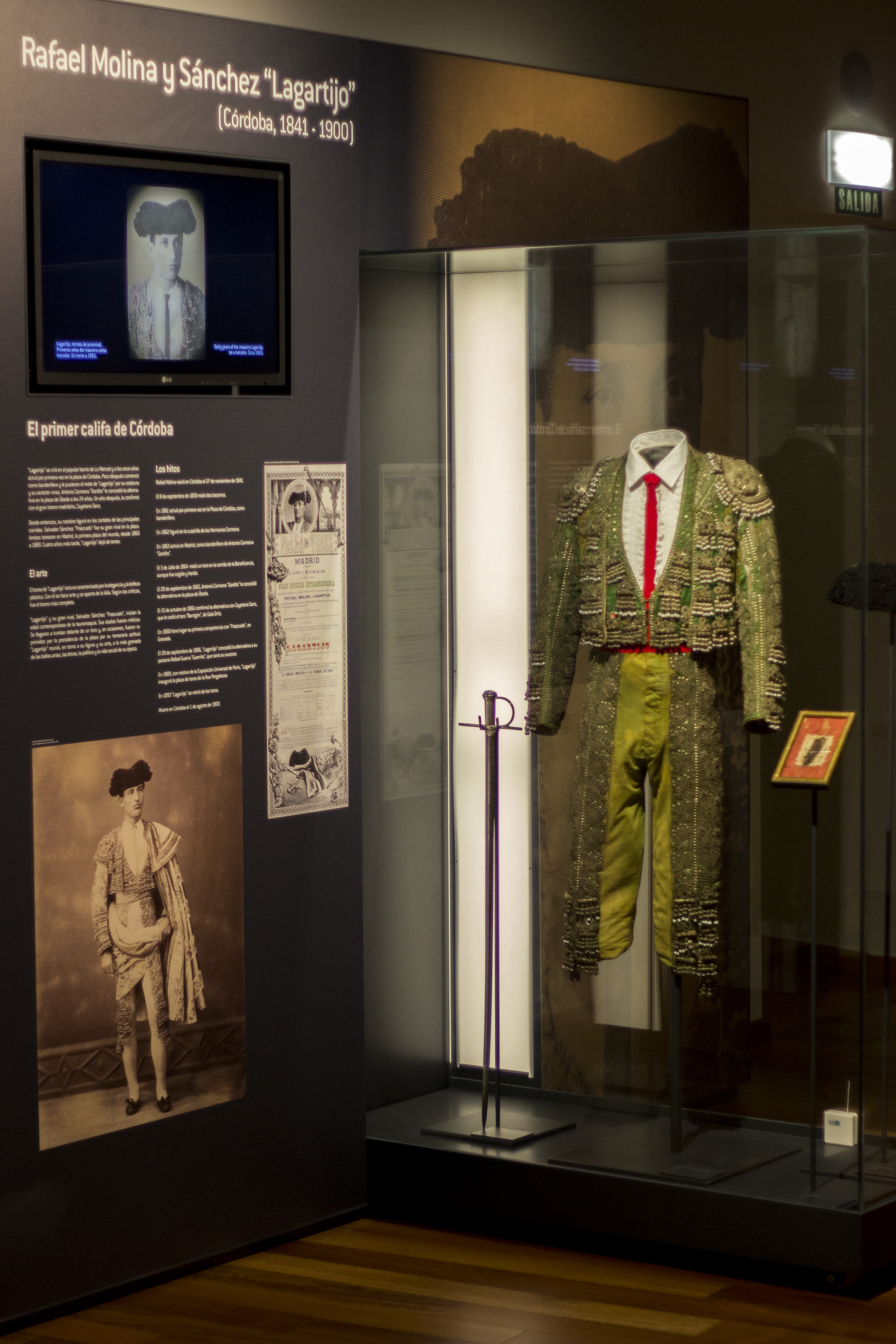
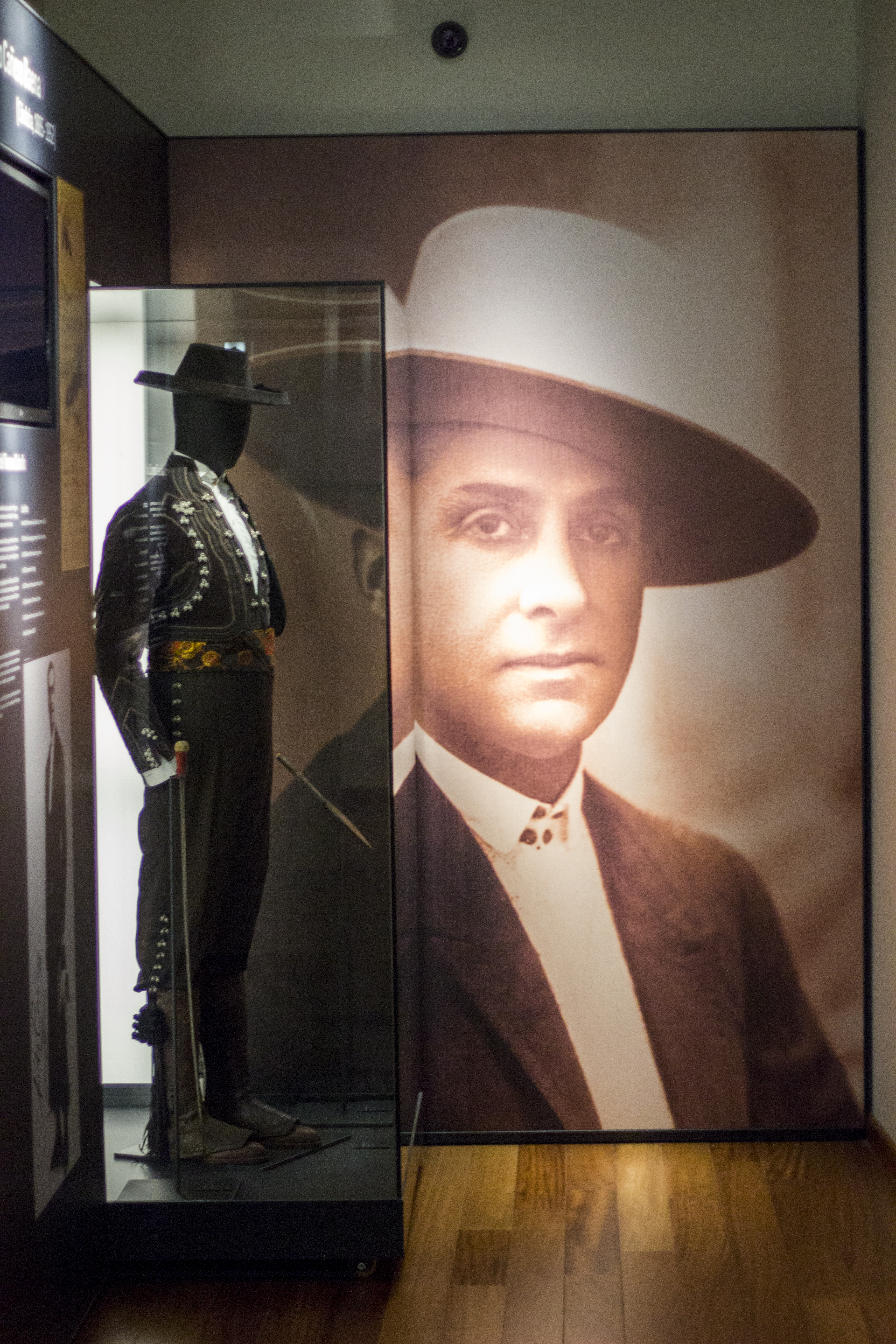
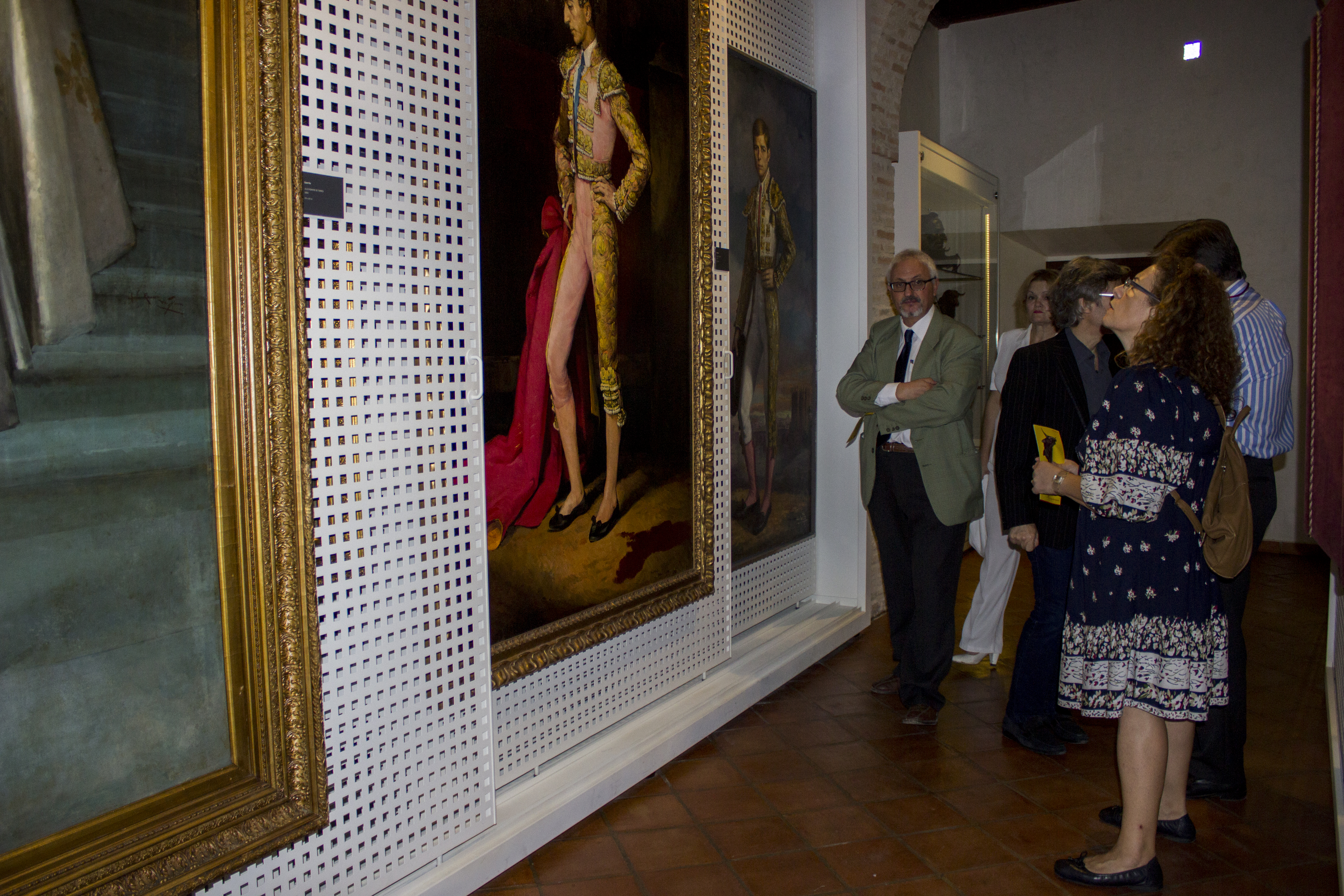